# MRPL40
MRPL40‏ (Mitochondrial ribosomal protein L40) هوَ بروتين يُشَفر بواسطة جين MRPL40 في الإنسان.